# 草甸橡樹 (佛羅里達州)
草甸橡樹（英語：Meadow Oaks）是位於美國佛羅里達州帕斯科縣的一個人口普查指定地區。

## 地理
草甸橡樹的座標為28°20′47″N 82°36′09″W / 28.34639°N 82.60250°W，而該地最高點為海拔高度3米（即10英尺）。

## 人口
根據2010年美國人口普查的數據，草甸橡樹的面積為4.29平方千米，當中陸地面積為4.28平方千米，而水域面積為0.01平方千米。當地共有人口2442人，而人口密度為每平方千米569人。